# Clear River (Peace River)
Der Clear River ist ein etwa 120 km langer linker Nebenfluss des Peace River im Westen der kanadischen Provinz Alberta im Clear Hills County.

## Flusslauf
Der Clear River verläuft etwa 150 km östlich der kanadischen Rocky Mountains durch die Prärie von Alberta. Der Clear River entspringt in den Clear Hills, ein Höhenzug im Westen der Provinz Alberta, etwa 20 km von der Provinzgrenze zu British Columbia entfernt auf einer Höhe von etwa 1060 m. Er fließt anfangs etwa 25 km nach Süden. Anschließend wendet er sich nach Südosten und schließlich nach Osten. Bei Flusskilometer 75 trifft der Little Clear River von Westen kommend auf den Clear River. Ab Flusskilometer 69 fließt der Clear River nach Süden. Bei Flusskilometer 50 nimmt der Clear River den Eureka River von links auf. In der Folge wendet sich der Clear River nach Westen. 33 Kilometer oberhalb der Mündung wendet sich der Clear River ein letztes Mal nach Süden. Er passiert bei Flusskilometer 23 den Alberta Highway 64 und mündet schließlich 70 km östlich von Fort St. John in den nach Osten strömenden Peace River. Der Clear River weist im Mittel- und Unterlauf zahlreiche enge Flussschlingen auf.

## Hydrologie
Der Clear River entwässert ein Areal von etwa 2925 km². An der Brücke des Alberta Highway 64 befindet sich ein Abflusspegel. Der mittlere Abfluss (MQ) beträgt 4,9 m³/s. In den Monaten April und Mai treten in der Regel die größten Abflüsse auf.